# Moi aussi
Pour le mot-dièse #MoiAussi, voir Mouvement #MeToo.
Pour plus de détails, voir Fiche technique et Distribution.
Moi aussi est un court métrage français réalisé par Judith Godrèche en 2024.

## Genèse
Au début de l'année 2024, à la suite de ses prises de parole sur les violences dans le monde du cinéma, l'actrice et réalisatrice Judith Godrèche reçoit 6 000 témoignages de victimes de violences sexuelles. Elle explique : « Tout à coup, devant moi une foule de victimes, une réalité qui représente la France aussi, tant ces récits surgissent de toutes les origines sociales, de toutes les générations. S’est alors posée la question de ce que j’allais en faire. Qu’est-ce qu’on fait quand on est submergée par ce qu’on entend, par la quantité de témoignages ? »
En mars 2024, Judith Godrèche décide de réaliser un court métrage pour « faire résonner » ces multiples prises de paroles. Un millier de femmes et d'hommes victimes de violences sexuelles acceptent de participer au projet. Le tournage, qui a lieu le 23 mars dans l'avenue Philippe-Auguste à Paris, met en scène Tess Barthélemy, la fille de la réalisatrice, au milieu de la foule des victimes. 
Le 15 mai 2024, Moi aussi est présenté au Festival de Cannes 2024, en ouverture de la section Un certain regard.

## Fiche technique
- Réalisation : Judith Godrèche
- Photographie : Georges Lechaptois
- Son : Cécile Ranc, Guillaume Leriche
- Musique : Faux Amis (Noé Boon et Richard Sears)
- Costumes : Élisa Ingrassia
- Chorégraphie : Eva Galmel
- Montage : Guillaume Lauras
- Producteur : Didar Domehri
- Production : Maneki Films
- Pays de production :  France
- Durée : 17 minutes
- Date de sortie :
  - France : 15 mai 2024 (Festival de Cannes)

## Distribution
- Tess Barthélemy
- Un millier de femmes et d'hommes victimes de violences sexuelles

## Bande originale
Le duo Faux Amis, constitué de Noé Boon, le fils de Judith Godrèche, et de Richard Sears, signe la bande originale. La chanson est interprétée par la chanteuse britannique Beth Orton.

## Distinction
- Festival de Cannes 2024 : cérémonie d'ouverture de la section Un certain regard (15 mai 2024)
  - Avant la projection, Judith Godrèche et l'équipe du film — dont Tess Barthélémy et le duo Faux Ami —, ainsi que la journaliste Rokhaya Diallo, ont monté les marches du Palais des festivals. Les membres du groupe ont ensuite posé, les deux mains plaquées sur la bouche, comme les victimes des agressions sexuelles dans Moi aussi, puis ont dansé pour symboliser la libération de leur parole[8].

## Diffusion
Moi aussi est diffusé le 15 mai 2024 à 21 h 30 dans le cadre du Cinéma de la Plage, en présence de l'équipe du film. 
Il est diffusé pour la première fois à la télévision le 23 mai 2024 sur France 5, dans l'émission C ce soir présentée par Karim Rissouli et mis en ligne sur france.tv. Une seconde diffusion a lieu le 25 mai à 20 h 40 sur la chaîne Culturebox,. L'AFCAE (Association française des cinémas d'art et d'essai) aurait exprimé son souhait de diffuser le court métrage dans son réseau, composé de 1 200 cinémas en France.
À l'automne 2024, plusieurs projections-débats sont organisées en présence de la réalisatrice dans des salles françaises, couplées avec la diffusion de longs métrages comme Les Femmes au balcon de Noémie Merlant ou Niki de Céline Sallette,.